# Sophie Warny
Sophie Warny (1969) is een Belgisch Zuidpoolonderzoeker die vooral bekend is om haar werk aan de palynologie. Als hoogleraar aan de afdeling Geologie en Geofysica van de Louisiana State University bestudeert Warny patronen van klimaatverandering door het onderzoeken van gefossiliseerde pollen en sporen. Warny studeerde in België aan de Université catholique de Louvain.